# Seminole (Oklahoma)
Seminole é uma cidade localizada no estado norte-americano de Oklahoma, no Condado de Seminole.

## Demografia
Segundo o censo norte-americano de 2000, a sua população era de 6899 habitantes.
Em 2006, foi estimada uma população de 6950, um aumento de 51 (0.7%).

## Geografia
De acordo com o United States Census Bureau tem uma área de
37,6 km², dos quais 36,1 km² cobertos por terra e 1,5 km² cobertos por água. Seminole localiza-se a aproximadamente 272 m acima do nível do mar.

## Localidades na vizinhança
O diagrama seguinte representa as localidades num raio de 20 km ao redor de Seminole.